# Raymond Bass
Raymond Bass (Estados Unidos, 15 de enero de 1910-10 de marzo de 1997) fue un gimnasta artístico estadounidense, campeón olímpico en Los Ángeles 1932 en la prueba de escalada de cuerda.

## Carrera deportiva
En las Olimpiadas de Los Ángeles 1932 ganó la medalla de oro en la prueba de la escalada de cuerda, quedando situado en el podio por delante de sus compatriotas William Galbraith y Thomas Connolly.